# Žirčica
Žirčica is een plaats in de gemeente  Martinska Ves in de Kroatische provincie Sisak-Moslavina. De plaats telt 132 inwoners (2001).